# Margaret Varner Bloss
Margaret Varner Bloss (El Paso, 4 ottobre 1927) è un'ex tennista, giocatrice di badminton e giocatrice di squash statunitense.
È l'unica atleta ad aver rappresentato gli Stati Uniti ai massimi livelli in tre diversi sport, nel tennis ha giocato in Wightman Cup, nel badminton in Uber Cup e nello squash in Wolfe-Noel Cup.

## Carriera

### Tennis
Dopo aver vinto diversi tornei giovanili in Texas ha intrapreso la carriera tennistica, ha fatto il suo esordio agli U.S. National Championships 1945 dove è stata eliminata al primo turno da Margaret Osborne. Proprio in coppia con Osborne ottiene i suoi risultati migliori, nel 1958 le due raggiungono la finale di Wimbledon eliminando sulla loro strada le teste di serie numero 2 e 4 prima di arrendersi alle favorite del seeding Maria Bueno e Althea Gibson. Sul finire di stagione raggiungono i quarti di finale agli U.S. National Championships, sconfitte in tre set dalle connazionali Jeanne Arth e Darlene Hard.
Ha fatto parte della squadra statunitense di Wightman Cup nel 1961-62 vincendo due titoli e ne è stata capitana nel 1965.

## Finali del Grande Slam

### Doppio

#### Finali perse (1)
| Anno | Torneo                      | Compagna         | Avversarie in finale      | Punteggio |
| 1958 | Torneo di Wimbledon, Londra | Margaret Osborne | Maria Bueno Althea Gibson | 6-3, 7-5  |